# مهرجان فلسطين الوطني للمسرح
مهرجان فلسطين الوطني للمسرح مهرجان ثقافي تنظمه وزارة الثقافة الفلسطينية بالتعاون مع الهيئة العربية للمسرح، ويُقام سنويا في مدينة رام الله بالضفة الغربية لفلسطين، ويستمر لمدة أسبوع.

## لمحة تاريخية
أقيمت فعاليات مهرجان فلسطين الوطني للمسرح الثقافي للمرة الأولى في عام 2018 عندما نظمتها دائرة المسرح التابعة لوزارة الثقافة الفلسطينية بالتعاون مع الهيئة العربية للمسرح بالشارقة لدعم أنشطة المسرح الفلسطينية وإتاحة الفرصة لالتقاء فنانو المسرح من جميع أنحاء فلسطين والأراضي الفلسطينية المحتلة عام 1948. توقف مهرجان فلسطين الوطني للمسرح لعامين متتاليين عامي 2020 و2021 بسبب جائحة كورونا، ثم استؤنف نشاطه من جديد وأقيمت الدورة الثالثة منه في عام 2022. وفي عام 2023، اضطرت وزارة الثقافة الفلسطينية إلى تأجيل إقامة فعاليات الدورة الرابعة من مهرجان فلسطين الوطني للمسرح، والتي كان من المقرر إقامتها خلال الفترة من 25 أكتوبر (تشرين الأول) وحتى 30 أكتوبر (تشرين الأول) 2023 على خلفية الأحداث الدامية التي عاشها الشعب الفلسطيني في قطاع غزة من جراء الاجتياح الإسرائيلي للقطاع في أعقاب عملية طوفان الأقصى في 7 أكتوبر (تشرين الأول) عام 2023.

## الفعاليات
تستمر فعاليات المهرجان على مدى أسبوع تقريبا، وتتضمن العديد من الأنشطة الفنية والثقافية على رأسها عرض مجموعةً من العروض المسرحية إلى جانب إقامة عدد من الندوات المتعلقة بالمسرح في العديد من المدن والمحافظات الفلسطينية.

## الجوائز
تتنافس العروض المسرحية المشاركة في مهرجان فلسطين الوطني للمسرح على الفوز بخمس جوائز رئيسية هي:
- جائزة أفضل عرض مسرحي متكامل
- جائزة أفضل إخراج مسرحي
- جائزة أفضل سينوغرافيا
- جائزة أفضل ممثل مسرحي
- جائزة أفضل ممثلة مسرحية